# Torpedo alexandrinsis
Torpedo alexandrinsis is een vissensoort uit de familie van de sidderroggen (Torpedinidae). De wetenschappelijke naam van de soort is voor het eerst geldig gepubliceerd in 1987 door Mazhar.